# Webconferência

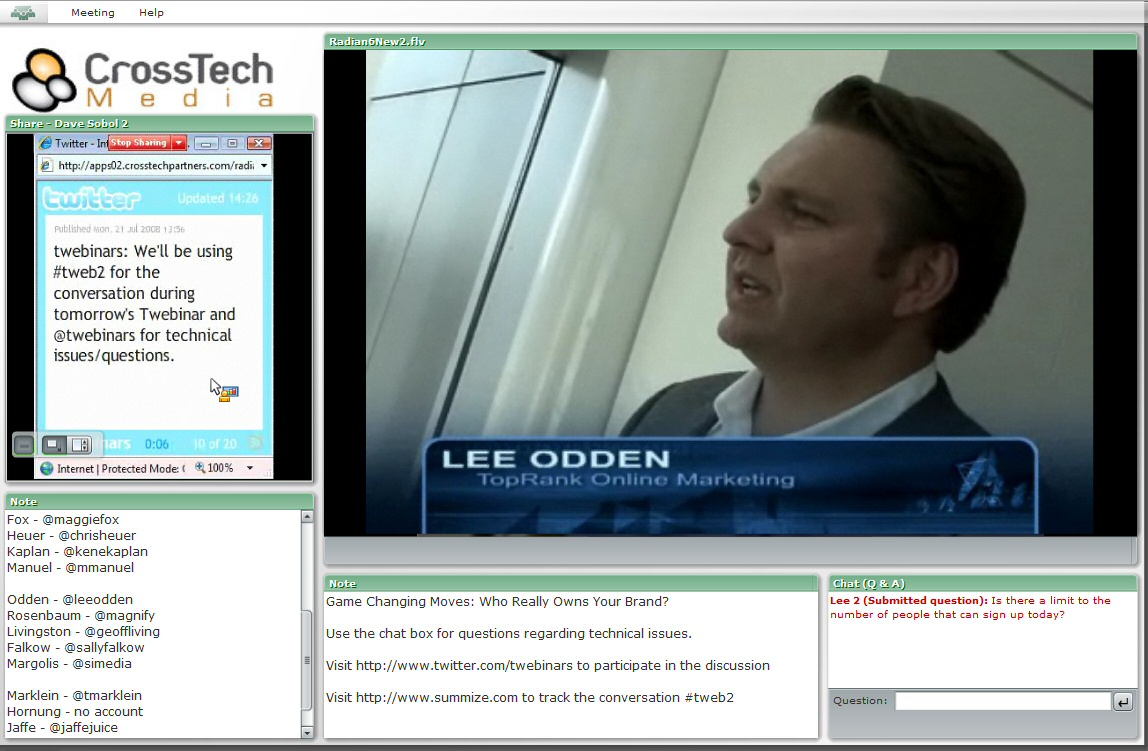
Imagem de uma reunião virtual

Webconferência ou Redeconferência, é uma reunião ou encontro virtual realizada pela internet através de aplicativos ou serviço com possibilidade de compartilhamento de apresentações, voz, vídeo, textos e arquivos via web.
Na webconferência, cada participante assiste de seu próprio computador. A webconferência pode ocorrer tanto através de uma aplicação específica instalada em cada um dos computadores participantes, quanto através de uma aplicação web que executa dentro do navegador bastando digitar o endereço do site onde será a webconferência, a maioria das vezes é necessário um pré-cadastro.
Existe um tipo específico de webconferência, conhecido como webinar (de "web" + "seminar", ou seja, seminário através da web), no qual a comunicação é de uma via apenas, ou seja, somente uma pessoa fala, e as outras assistem. A interação entre os participantes é limitada apenas ao chat, de modo que os participantes podem conversar entre si ou enviar perguntas ao palestrante.

## Difusão do uso
Antes exclusividade de grandes corporações, a videoconferência tornou-se usual também nas pequenas e médias empresas. Por propiciar a redução de gastos em viagens, ela se adapta bem aos orçamentos curtos, possibilitando a realização de reuniões por meio da web. Basta dispor de uma webcam e um computador, munido de um programa de chat tradicional.

## Vantagens
Softwares gratuitos aproveitam a onda das webconferências e oferecem o serviço de videochat, como é o caso dos famosos Skype (mais recomendado para uma webconferência ponto-a-ponto), ooVoo e Mikogo. Com interfaces simples, o usuário é convidado a interagir com pessoas que também possuem o programa. Para o consumidor o custo do empreendimento se resume a compra da webcam, cujos preços hoje variam entre R$120,00 a R$350,00.

## Uso Pessoal x Uso profissional
Embora, programas gratuitos (livres ou não-livres) venham se aprimorando, alguns ainda são mais indicados para uso pessoal, uma vez que precisam da instalação de softwares e não garantem a qualidade do áudio e vídeo. Para um serviço mais especializado e com capacidade para vários participantes simultâneos, algumas empresas apresentam soluções pagas com ofertas mensais ou por minuto de utilização. Por outro lado, embora em numero menor, atualmente o uso profissional também é feito em software livre ou código aberto, devido a qualidade dos programas, segurança/criptografia e rápida evolução, além da capacidade para vários participantes simultâneos, entre vários outros recursos.

## Características
Os recursos típicos disponíveis em um serviço de webconferência são:
- Exibição de apresentações: slides de documentos, imagens e textos são exibidos aos participantes, em conjunto com ferramentas de marcação e desenho, durante a apresentação do moderador.
- Compartilhamento de tela: os participantes visualizam tudo o que o apresentador atualmente mostra em sua tela.
- Vídeo streaming: o vídeo ao vivo do apresentador ou dos participantes é exibido para o público via webcam ou câmera de vídeo.
- Audioconferência: conversa em tempo real entre os participantes pelo computador via VoIP (voz sobre IP) e/ou pelo telefone.
- Chat: conversas de texto entre os participantes. As conversas podem ser públicas (todos conversam com todos) ou privadas (entre dois participantes).
- Enquetes: permite ao apresentador realizar pesquisas instantâneas com respostas de múltipla escolha direcionadas aos participantes da conferência.

A webconferência é geralmente oferecida como um serviço hospedado em um servidor web controlado por um fornecedor. As condições de oferta desse serviço variam de acordo com cada empresa, mas geralmente os serviços são oferecidos por um custo fixo ou um valor por minuto, por participante. Alguns fabricantes também fornecem uma solução de servidor que permite ao cliente hospedar o serviço de webconferência em seus próprios servidores.
A grande facilidade das soluções oferecidas atualmente é que geralmente possibilitam aos participantes iniciar ou participar de uma sessão de webconferência utilizando apenas o navegador (browser) de Internet, sem a necessidade de instalar qualquer software no computador.